# Trichordestra liquida
Trichordestra liquida là một loài bướm đêm trong họ Noctuidae.